# Guttusjön
Guttusjön är en sjö i Älvdalens kommun i Dalarna och ingår i Dalälvens huvudavrinningsområde. Sjön har en area på 1,53 kvadratkilometer och ligger 566,1 meter över havet. Sjön avvattnas av vattendraget Guttan.

## Delavrinningsområde
Guttusjön ingår i det delavrinningsområde (687553-131902) som SMHI kallar för Utloppet av Guttusjön. Medelhöjden är 637 meter över havet och ytan är 17,45 kvadratkilometer. Räknas de 15 avrinningsområdena uppströms in blir den ackumulerade arean 270 kvadratkilometer. Guttan som avvattnar avrinningsområdet har biflödesordning 2, vilket innebär att vattnet flödar genom totalt 2 vattendrag innan det når havet efter 497 kilometer. Avrinningsområdet består mestadels av skog (75 procent) och sankmarker (12 procent). Avrinningsområdet har 1,45 kvadratkilometer vattenytor vilket ger det en sjöprocent på 8,3 procent.